# Döllingen

Döllingen (1910)

Döllingen (sorbisch Dolinki) ist ein Ortsteil der Gemeinde Plessa im Landkreis Elbe-Elster in Brandenburg und liegt etwa fünf Kilometer nordöstlich der Stadt Elsterwerda im Naturpark Niederlausitzer Heidelandschaft.
Döllingen gehörte bis zur Kreisgebietsreform in Brandenburg im Jahr 1993 zum Landkreis Bad Liebenwerda und hatte 2009 423 Einwohner.

## Geschichte

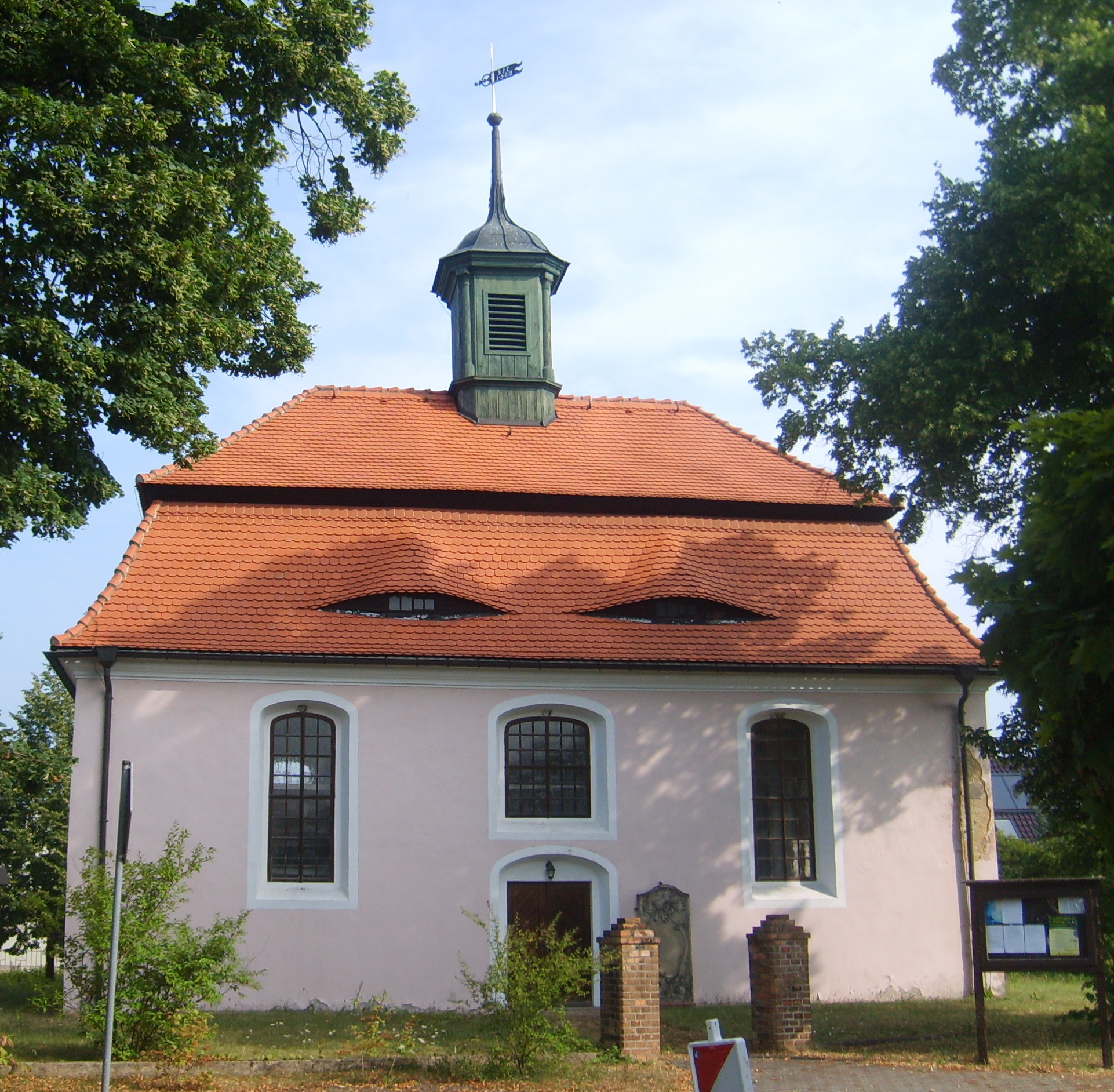
Dorfkirche Döllingen

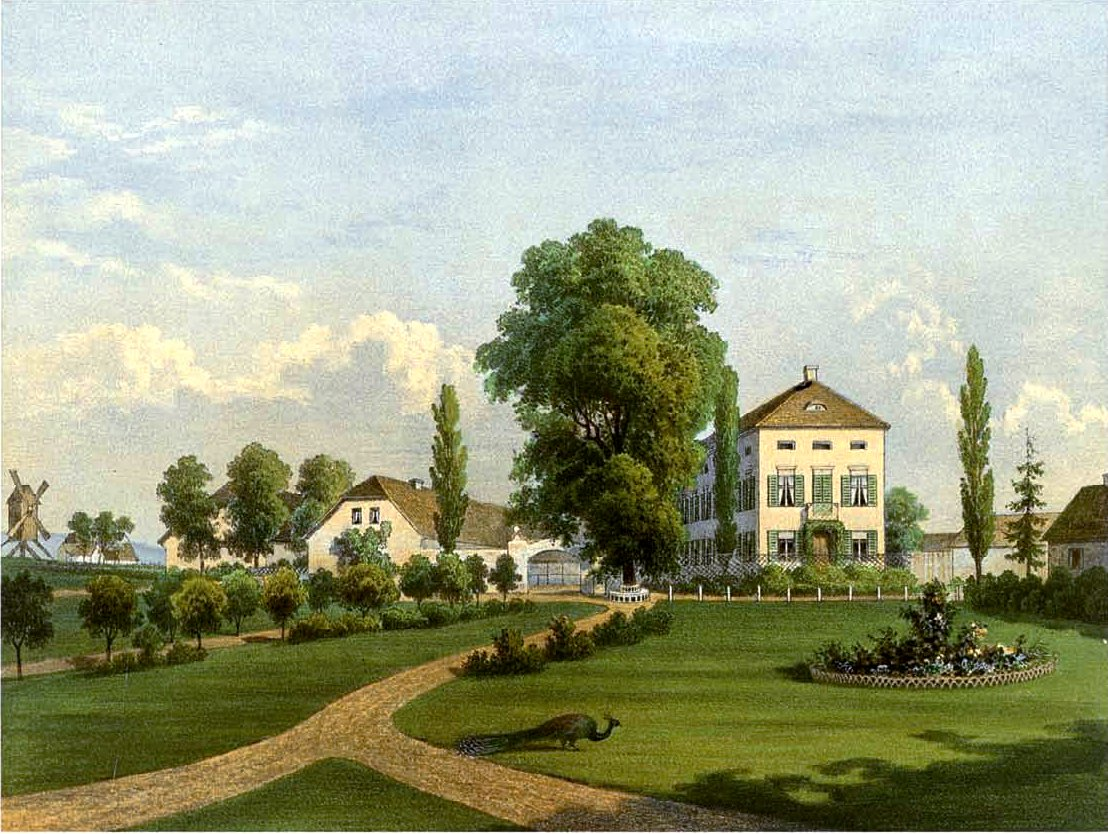
Rittergut Döllingen (1945 zerstört). Aufnahme um 1859/60 nach Alexander Duncker.

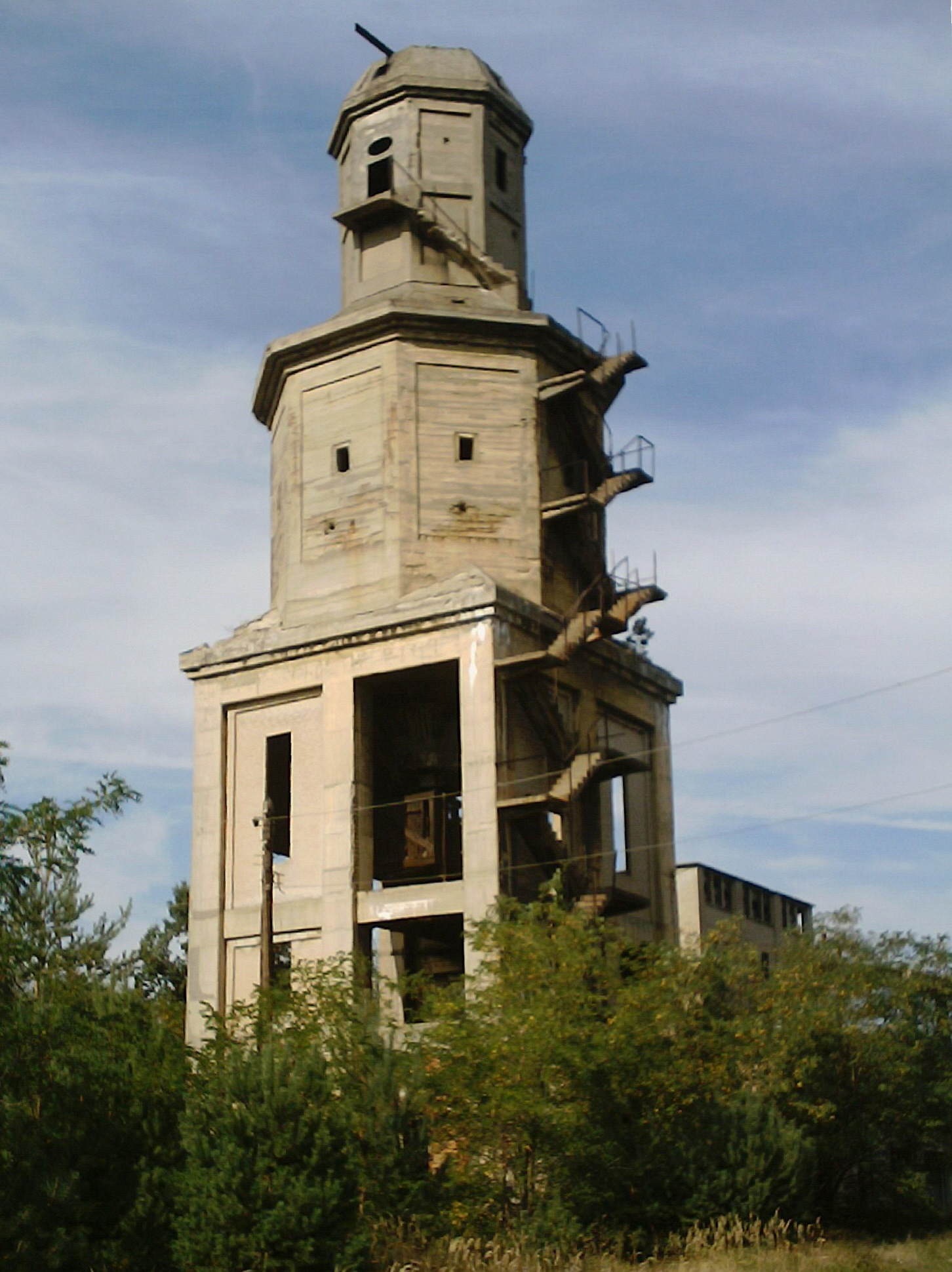
Der Bertzitturm in Kahla

Döllingen wurde um 1400 erstmals in einer Urkundensammlung schriftlich als Dolgan erwähnt. Der Ortsname wird aus dem Sorbischen hergeleitet und bedeutet „lang“ (vgl. obersorbisch dołhi). Wahrscheinlich wurde das Dorf nach dem Döllinger See, der sich einst in der Nähe des Dorfes befand, benannt. Durch die Anlage des Floßgrabens Mitte des 18. Jahrhunderts, der wie der in Elsterwerda beginnende Floßkanal dazu diente, Bauholz aus den riesigen, an das Dorf grenzenden Waldflächen nach Dresden zu befördern, trocknete der See „mit seinem Fischreichtum und seinem schönen Karpfengrund“ später aus.
1408 gehörte der Ort Pope und Conrad von Köckritz als Gesamtlehen. Siegmund von Reichenbach verkauft das Dorf Dolgen 1438 an die Brüder Herrmann und Hans Schaff zu Falkenberg mit der Genehmigung der Herzogin und Fürstenwitwe Offka. 1489 erwarb Georg von Hundorf das halbe Dorf. Döllingen gehörte zum Amt Liebenwerda.
1589 erfolgte der Bau einer kleinen Kapelle. Diese wurde 1739 wegen Baufälligkeit abgerissen. Im gleichen Jahr wurde eine Kirche im Barockstil erbaut, welche heute unter Denkmalschutz steht. Der etwa 300 Reichstaler kostende Bau wurde von einer Adligen gespendet.
Noa von Heuna, der 1598 das verpfändete väterliche Dorf von denen von Köckeritz zurückerwarb, legte fünf Bauerngüter des Ortes zusammen und bildete daraus ein Vorwerk, das spätere Rittergut Döllingen.
Die Kinder des Dorfes besuchten bis zur Einrichtung einer eigenen Schule im Döllinger Hirtenhaus im Jahr 1804 diese im benachbarten Hohenleipisch. 1855 erfolgte der Bau einer neuen Schule westlich der Kirche, welcher in den Jahren 1906 bis 1908 durch den Neubau einer Schule auf der heutigen Schulstraße ersetzt wurde.
1816 hatte das Dorf 218 Einwohner und um 1910 451 Einwohner.
Der seit 1856 auf Gut Döllingen ansässige königlich preußische Oberstleutnant Hermann von Ploetz (1816–1879) veranlasste Mitte des 19. Jahrhunderts nach Braunkohle zu bohren. Diese Bohrungen verliefen mit Erfolg. Schon am 1. April 1857 wurde aus dem Kohleschacht Emilia die erste Braunkohle der Region gefördert. Diese Tiefbaugrube existierte nur kurze Zeit.
1920 entstand im nahegelegenen Kahla die im Elstertal weithin sichtbare, 35 Meter hohe Bertzitturmruine, eine der heute ältesten Investruinen Deutschlands. Geplant war eine Braunkohle-Tieftemperaturverkohlung der Braunkohle aus der nahen Döllinger Grube Ada. Es handelt sich um einen Stahlskelettbau. Die Treppe ist aufgrund baulicher Mängel gesperrt und kann daher nur unter größter Vorsicht bestiegen werden. Der Turm ist Teil einer vorgesehenen Fabrikanlage, in welcher das so genannte Bertzitverfahren, ein Verfahren zur Kohletrocknung, zur Anwendung gelangen sollte. Die Braunkohleförderung wurde bei Döllingen mit der Stilllegung der letzten Tiefbaugrube Ada im Jahr 1930 beendet. Die Auswirkungen des Bergbaues haben die Landschaft um Döllingen geprägt.
Eine Förderung durch das brandenburgische Umweltministerium 1995 ermöglichte die Pflanzung und Pflege von fast 600 Bäumen am Rande des Ortes. Es entstand eine Streuobstwiese. Hier führt ein Rundwanderweg als Naturlehrpfad die Gäste durch die Streuobstwiesen. Dieses Projekt, unterstützt vom Naturpark Niederlausitzer Heidelandschaft, soll weiter vorangetrieben werden, um Döllingen zu einem echten Streuobstdorf zu entwickeln.
Döllingen wurde am 1. April 1974 mit der Nachbargemeinde Kahla zur neuen Gemeinde Döllingen-Kahla zusammengeschlossen. Am 1. Februar 1990 wurden beide Orte wieder getrennt.
Der Ort Döllingen wurde am 31. Dezember 2001 in die Gemeinde Plessa eingegliedert.

## Kultur und Sehenswürdigkeiten

### Pomologischer Garten Döllingen

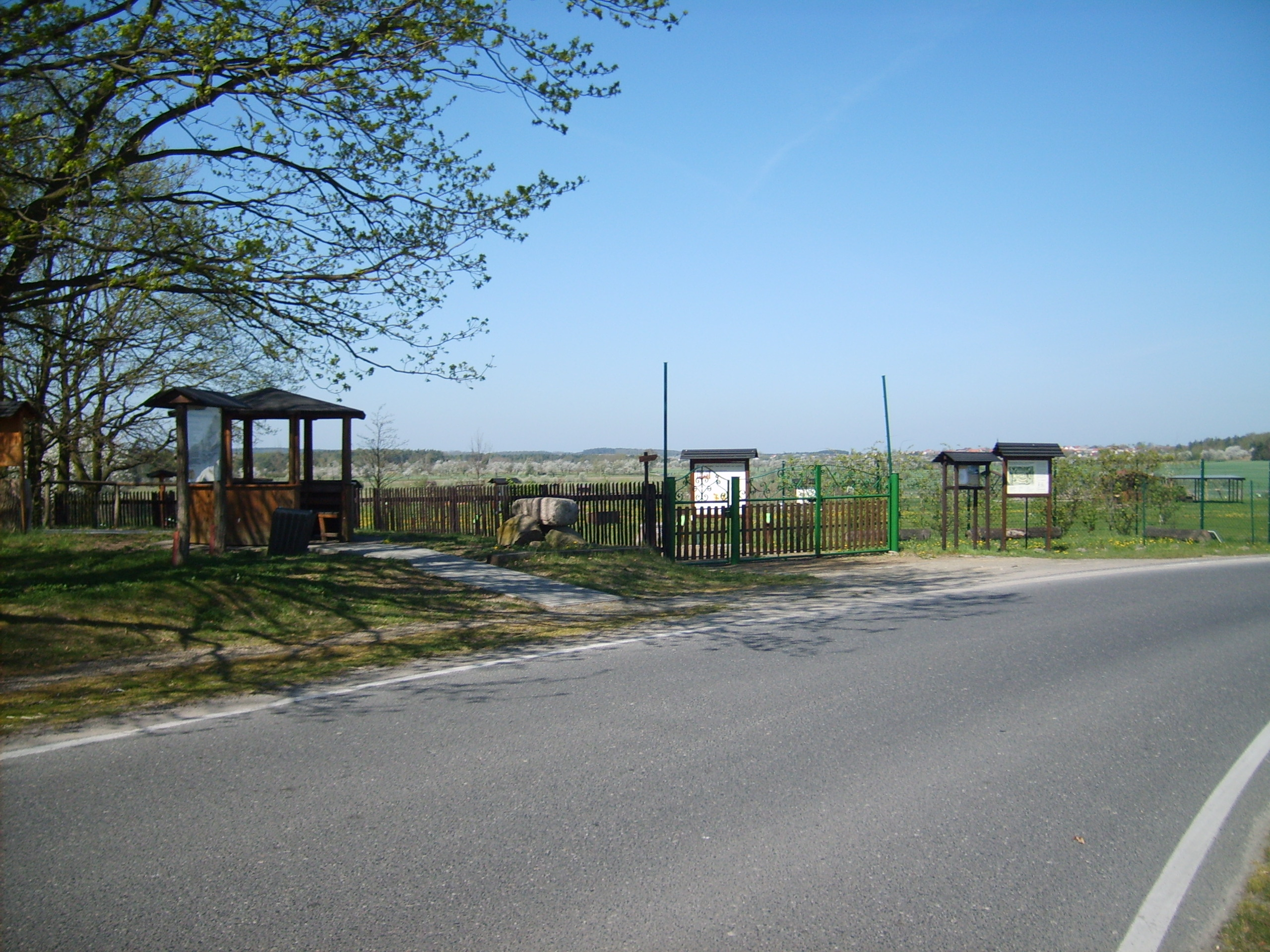
Pomologischer Garten in Döllingen

Im Jahr 2000 erfolgte die Eröffnung und Grundsteinlegung für den pomologischen Schau- und Lehrgarten. Auf einer Fläche von drei Hektar wachsen hier über 150 alte und neuere Hauptobstarten, wie Apfel, Birne, Kirsche und Pflaume und auch sogenanntes Beiobst wie Nüsse und Pfirsich. Hier kann man dann die Entwicklung der Obstbäume von ihrer Wildform bis zu den neuesten Züchtungen verfolgen und ebenso verschiedene Wuchs- und Kronenformen betrachten. Nicht jede Obstbaumsorte blüht um die gleiche Zeit, so dass man einen Blühkalender der besonderen Art erleben kann. Obstäcker und Streuobstwiesen demonstrieren verschiedene traditionelle Bewirtschaftungsweisen.
Besucher können hier Rat einholen und sich über Sorteneigenschaften informieren.
Dieses Projekt wurde vom Naturpark Niederlausitzer Heidelandschaft und dem Naturschutzbund Deutschland – Fachgruppe Streuobst – aus der Taufe gehoben und betreut. Träger ist der „Landschaftspflegeverein der Schradengemeinden e. V.“

### Jährliche Feste und Veranstaltungen
Nach der Wende gründete sich die Schützengilde Döllingen e. V.
Diese organisiert jährlich ein Schützenfest, was zum Anziehungspunkt vieler Besucher aus nah und fern geworden ist. Das Schützenfest findet am ersten Wochenende im September statt.
Jährlich im Oktober finden der Niederlausitzer Apfeltag im Pomologischen Garten statt.

## Persönlichkeiten

Berthold von Ploetz

- Berthold von Ploetz (1844–1898) war ein preußischer Politiker und Rittergutsbesitzer in Döllingen.[7]
- Friedrich Nadler (1847–1924) war ein Pädagoge und Vater des Schradenmalers Hans Nadler.
- Karl Hemprich (1867–nach 1931). Der Pädagoge war in Döllingen als Sohn eines Bergmanns aufgewachsen.
- Thomas Gerber (* 1967). Der aus zahlreichen Theater- und Fernsehproduktionen bekannte Schauspieler wuchs in Döllingen als Sohn eines Lehrerehepaares auf.[8]